# Martina Zellner
Martina Zellner (Traunstein, 26 febbraio 1974) è un'ex biatleta tedesca, olimpionica nella staffetta a Nagano 1998 e vincitrice di varie medaglie iridate. In seguito al matrimonio assunse il cognome del coniuge e gareggiò come Martina Seidl.

## Biografia
In Coppa del Mondo ottenne il primo risultato di rilievo il 13 gennaio 1994 a Ruhpolding (71ª), il primo podio il 14 dicembre 1997 a Östersund (2ª) e la prima vittoria il 17 dicembre 1998 a Osrblie.
In carriera prese parte a un'edizione dei Giochi olimpici invernali, Nagano 1998 (30ª nella sprint, 10ª nell'individuale, 1ª nella staffetta), e a cinque dei Campionati mondiali, vincendo sette medaglie.

## Palmarès

### Olimpiadi
- 1 medaglia:
  - 1 oro (staffetta[2] a Nagano 1998)

### Mondiali
- 7 medaglie:
  - 3 ori (staffetta[2] a Osrblie 1997; sprint[2], staffetta[2] a Kontiolahti/Oslo 1999)
  - 1 argento  (staffetta[2] a Oslo/Lahti 2000)
  - 3 bronzi (inseguimento[2] a Pokljuka/Hochfilzen 1998; inseguimento[2] a Kontiolahti/Oslo 1999; sprint[2] a Oslo/Lahti 2000)

### Coppa del Mondo
- Miglior piazzamento in classifica generale: 3ª nel 1998
- 23 podi (9 individuali, 14 a squadre[1]), oltre a quelli ottenuti in sede olimpica e iridata e validi anche ai fini della Coppa del Mondo:
  - 10 vittorie (2 individuali, 8 a squadre)
  - 9 secondi posti (5 individuali, 4 a squadre)
  - 4 terzi posti (2 individuali, 2 a squadre)

#### Coppa del Mondo - vittorie
| Data             | Località        | Nazione    | Spec.                                                           |
| ---------------- | --------------- | ---------- | --------------------------------------------------------------- |
| 17 dicembre 1998 | Osrblie         | Slovacchia | RL (con Uschi Disl, Simone Greiner-Petter-Memm e Katrin Apel)   |
| 10 gennaio 1999  | Oberhof         | Germania   | RL (con Uschi Disl, Simone Greiner-Petter-Memm e Andrea Henkel) |
| 14 gennaio 2000  | Ruhpolding      | Germania   | RL (con Uschi Disl, Katrin Apel e Andrea Henkel)                |
| 16 gennaio 2000  | Ruhpolding      | Germania   | PU                                                              |
| 23 gennaio 2000  | Anterselva      | Italia     | RL (con Andrea Henkel, Martina Beck e Katrin Apel)              |
| 10 marzo 2000    | Lahti           | Finlandia  | RL (con Uschi Disl, Katrin Apel e Andrea Henkel)                |
| 19 marzo 2000    | Chanty-Mansijsk | Russia     | MS                                                              |
| 7 dicembre 2001  | Hochfilzen      | Austria    | RL (con Uschi Disl, Katrin Apel e Martina Beck)                 |
| 17 gennaio 2002  | Ruhpolding      | Germania   | RL (con Katrin Apel, Uschi Disl e Kati Wilhelm)                 |
| 15 marzo 2002    | Lahti           | Finlandia  | RL (con Katrin Apel, Martina Beck e Katja Beer)                 |

Legenda:

PU = inseguimento

MS = partenza in linea

RL = staffetta